# Siloé (Cali)
Siloé es un barrio de la Comuna 20, entre los cerros de Cristo Rey y Bataclán, en Cali, Colombia.

## Historia
En las lomas de Siloé había colonos campesinos ya en 1904. En la zona descubrieron carbón mineral y desde 1910 los propietarios de las tierras las arrendaban en usufructo lo vendían a ingenieros mineros, empresarios u otras personas que querían extraer el carbón. Estos, entregaban terrenos para que los trabajadores de las minas y sus familias se asentaran. La industria azucarera, el sector industrial y el Ferrocarril del Pacífico necesitaban para funcionar el carbón que extraían los mineros en las laderas de Cali.
Como las vecindades eran ejidos y la población de Cali crecía sin que el Estado diera una respuesta a la necesidad de vivienda, decenas de familias sin techo se organizaron y ocuparon los terrenos ejidales.  Finalmente se legalizó como un barrio reconocido de la ciudad. Los pobladores lograron que Siloé tuviera algunos servicios públicos como resultado de la expansión urbana y demográfica que registró Cali, luego de los VI Juegos Panamericanos de 1971.

## Situación actual
En Siloé viven numerosos trabajadores y trabajadoras de los sectores de los servicios y la construcción. El barrio presenta un índice de pobreza del 23%, uno de los más altos del país. El 53,4% de las viviendas tiene cobertura de acueducto, el 49,9% alcantarillado, el 70,9% de energía eléctrica y en gas natural domiciliario apenas alcanza el 54,5%. La pandemia del Covid aumentó el desempleo y la pobreza y Siloé fuera considerado como el actor emblemático de la protesta y la resistencia durante el Paro Nacional de 2021.